# Clara Kimball Young

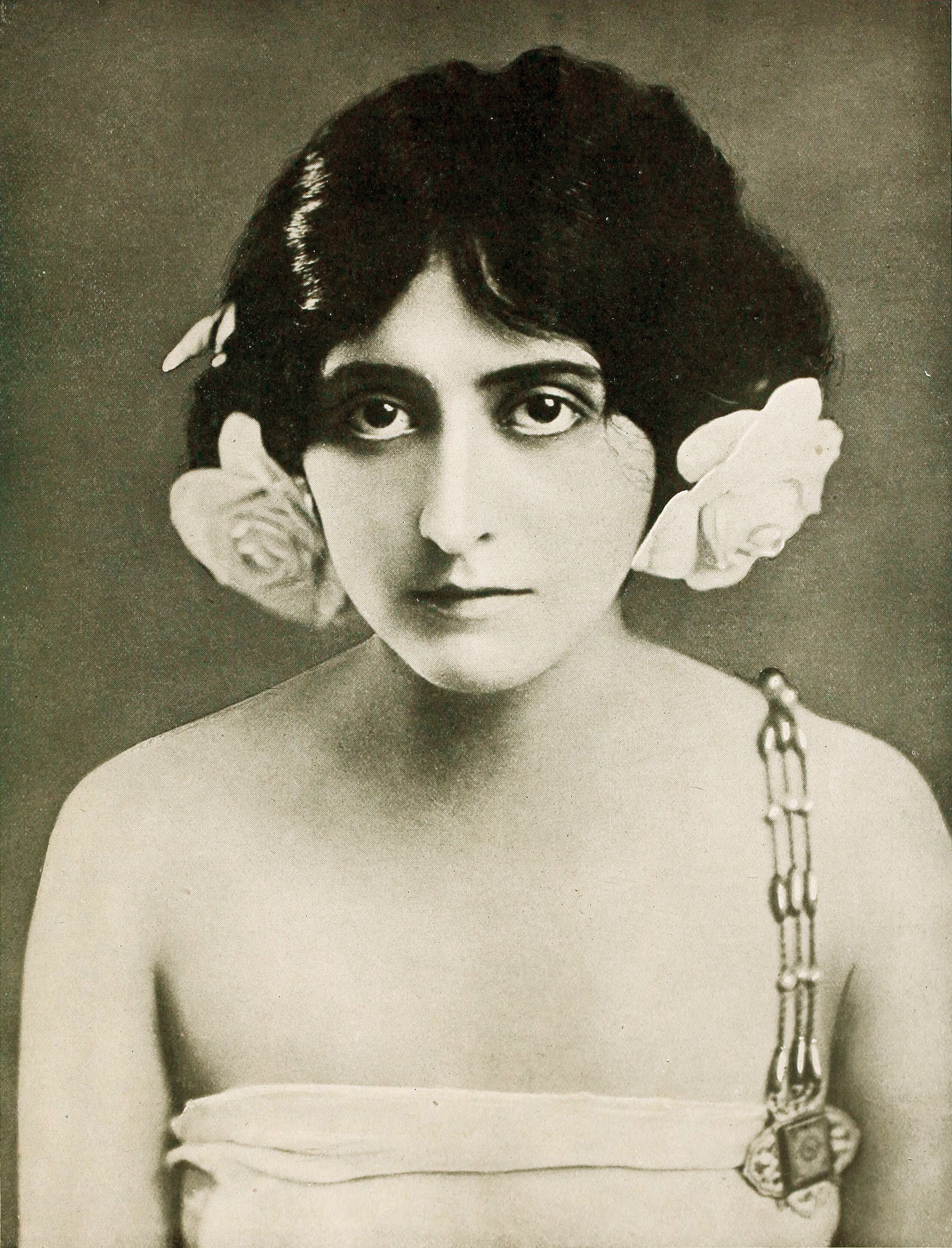
Clara Kimball Young (1916).

Clara Kimball Young, född 6 september 1890 i Chicago, Illinois, USA, död 15 oktober 1960 Woodland Hills, Kalifornien, var en amerikansk skådespelerska.
Hennes föräldrar var skådespelare, och Clara gjorde scendebut endast 3 år gammal. Hon var redan en etablerad stjärna inom varietén när hon gjorde filmdebut 1909. Hon var en populär hjältinna i framför allt dramatiska roller på 1910-talet. 1914 utsågs hon till den populäraste filmstjärnan i en omröstning i en filmtidning.
Hennes popularitet minskade så småningom och hon återvände till varietéscenen. I början av 1930-talet gjorde hon comeback i karaktärsroller, men drog sig tillbaka för gott 1941.

## Filmografi (urval)
- Washington Under the American Flag (1909)
- Onkel Toms stuga (1910)
- Cardinal Wolsey (1912; i rollen som Anne Boleyn)
- Beau Brummel (1913)
- My Offical Wife (1914)
- 1915 – Kameliadamen
- Goodness Gracious (1916)
- Forbidden Woman (1920)
- Lying Wives (1925)
- Love Bound (1933)
- Romance in the Rain (1934)
- The Roundup (1941)

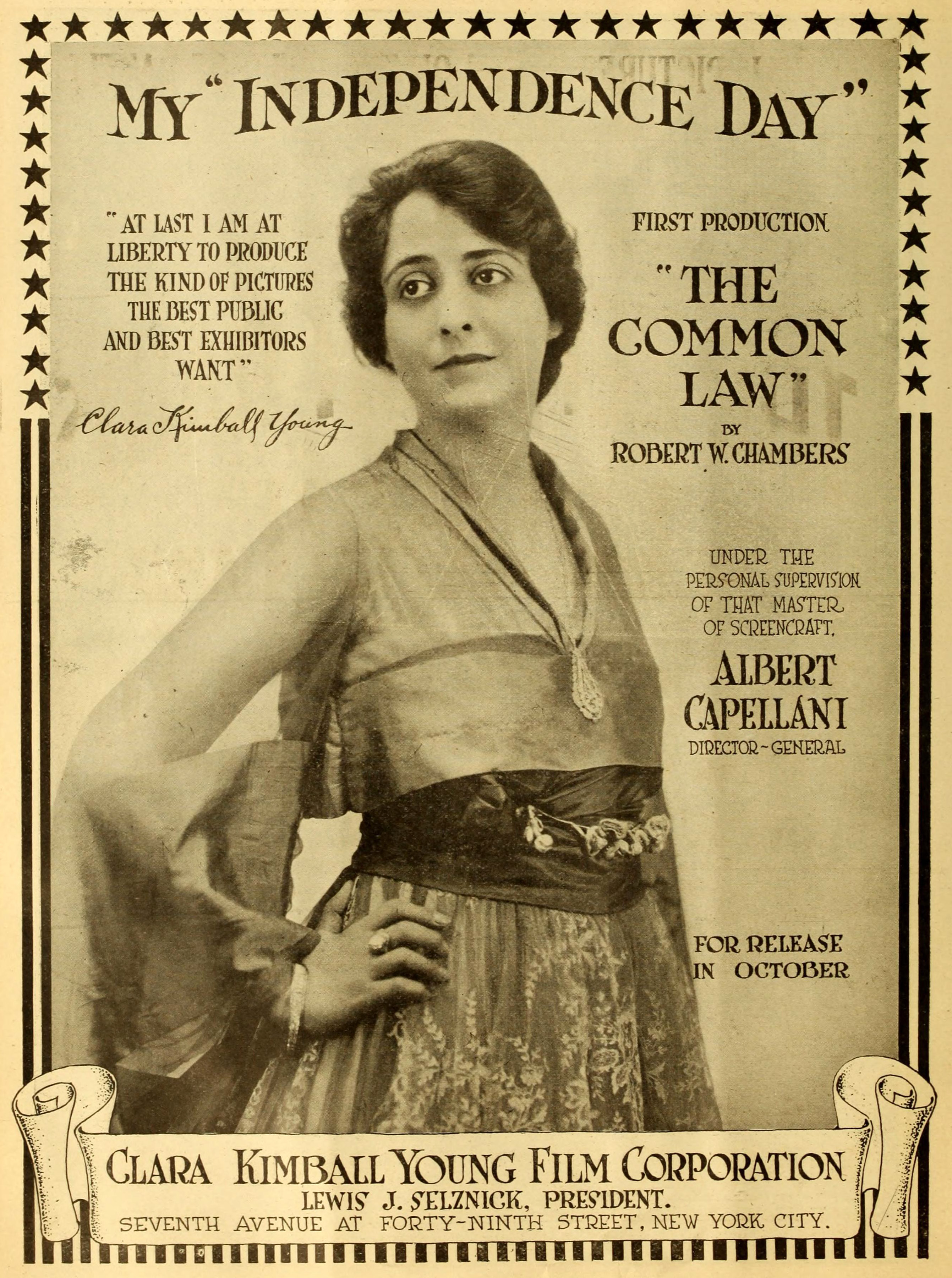
The Common Law, 1916
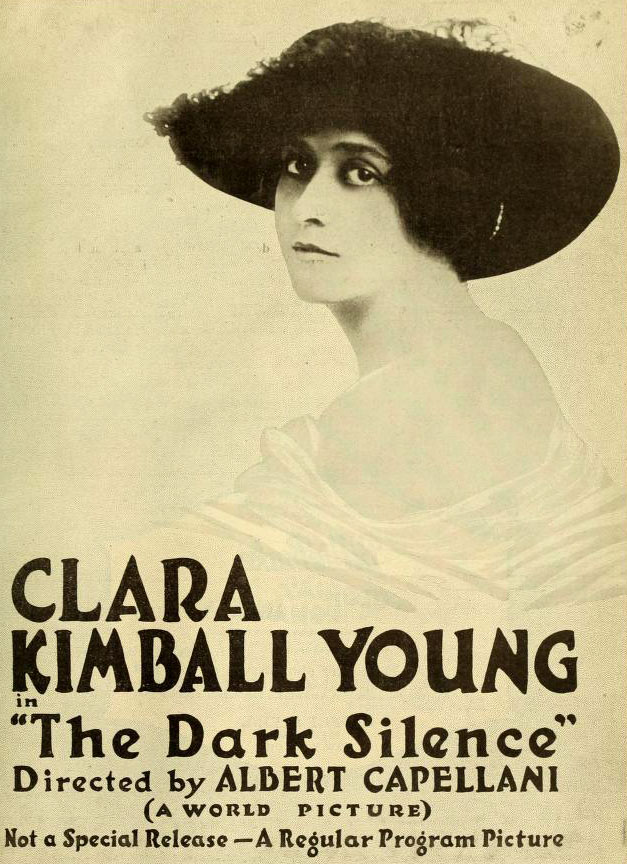
The Dark Silence, 1916
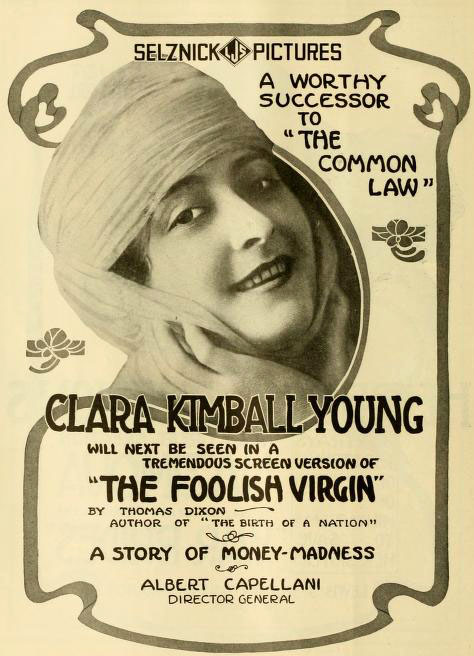
The Foolish Virgin, 1916
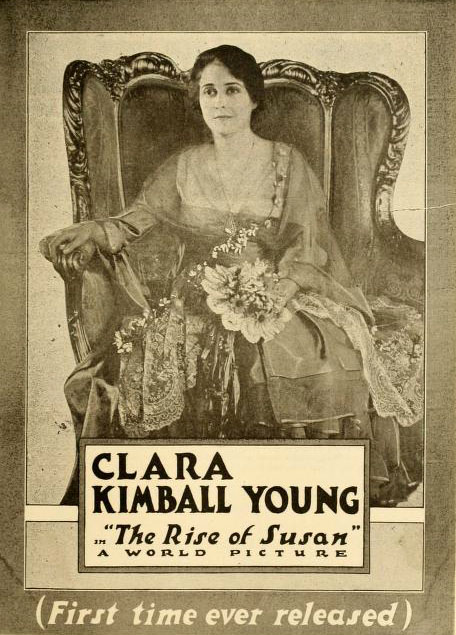
The Rise of Susan, 1917
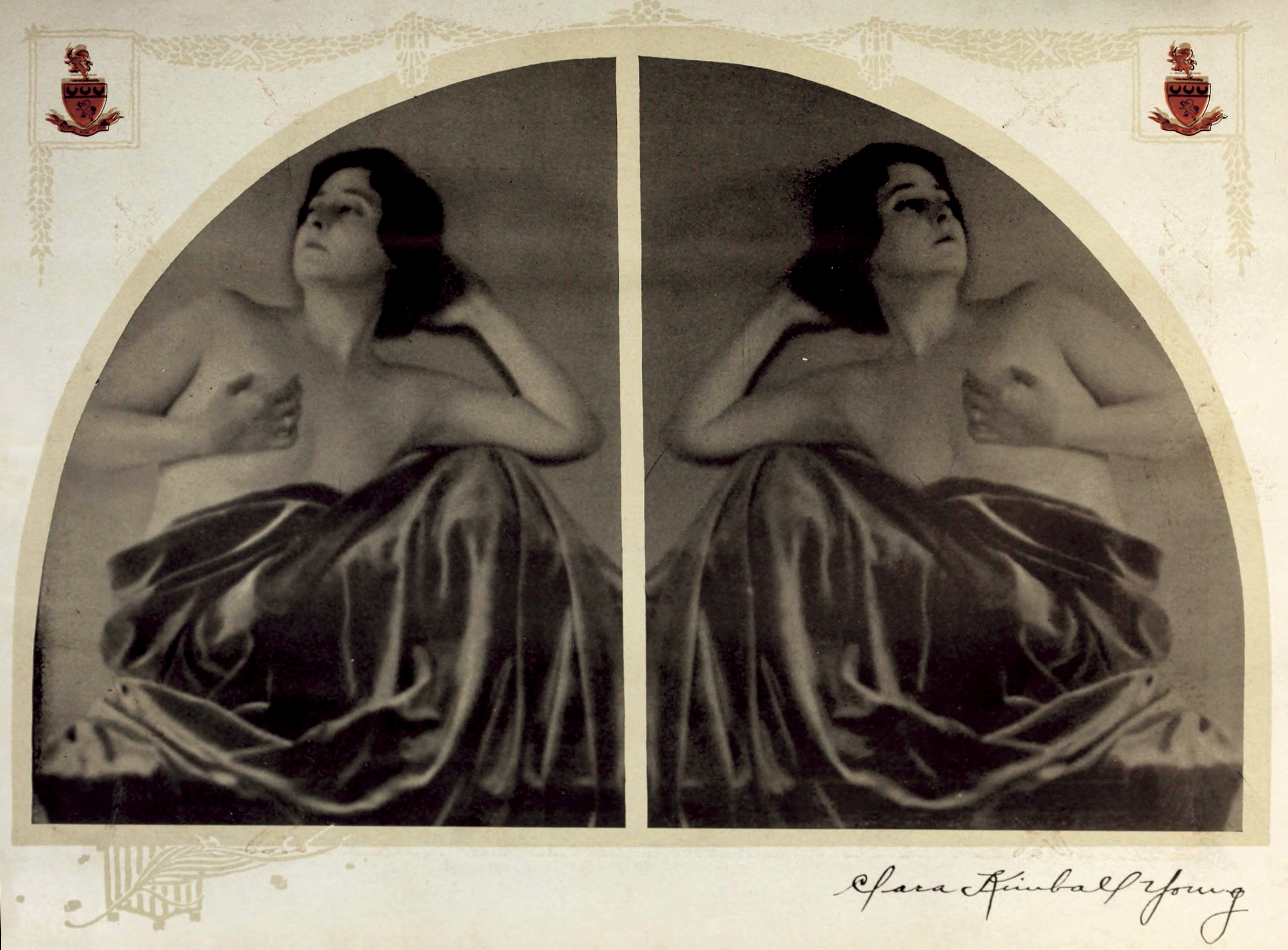
Reklam, 1917
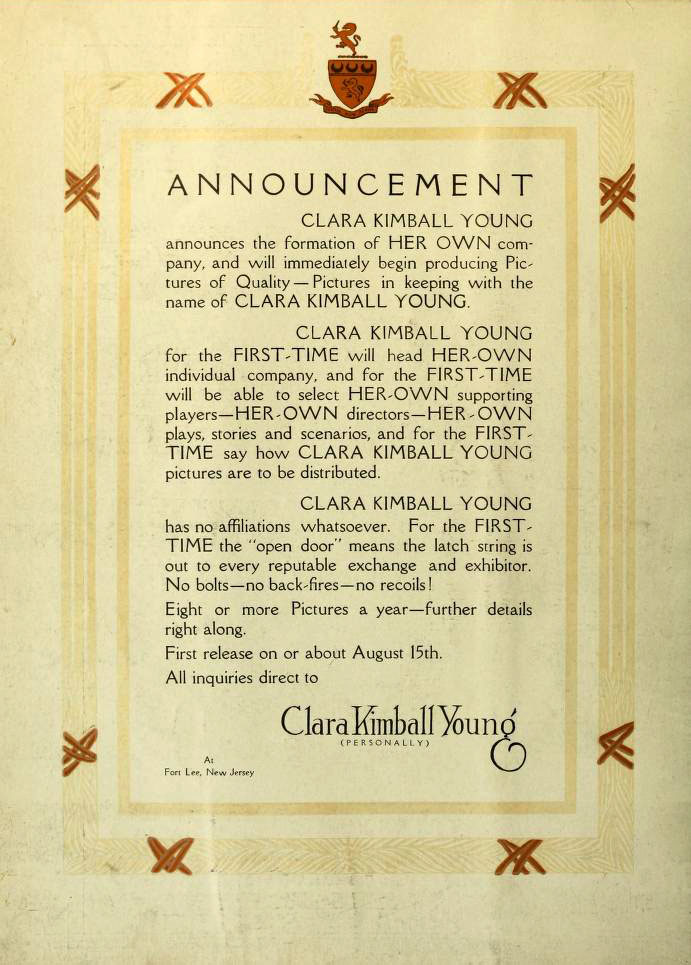
Reklam, 1917
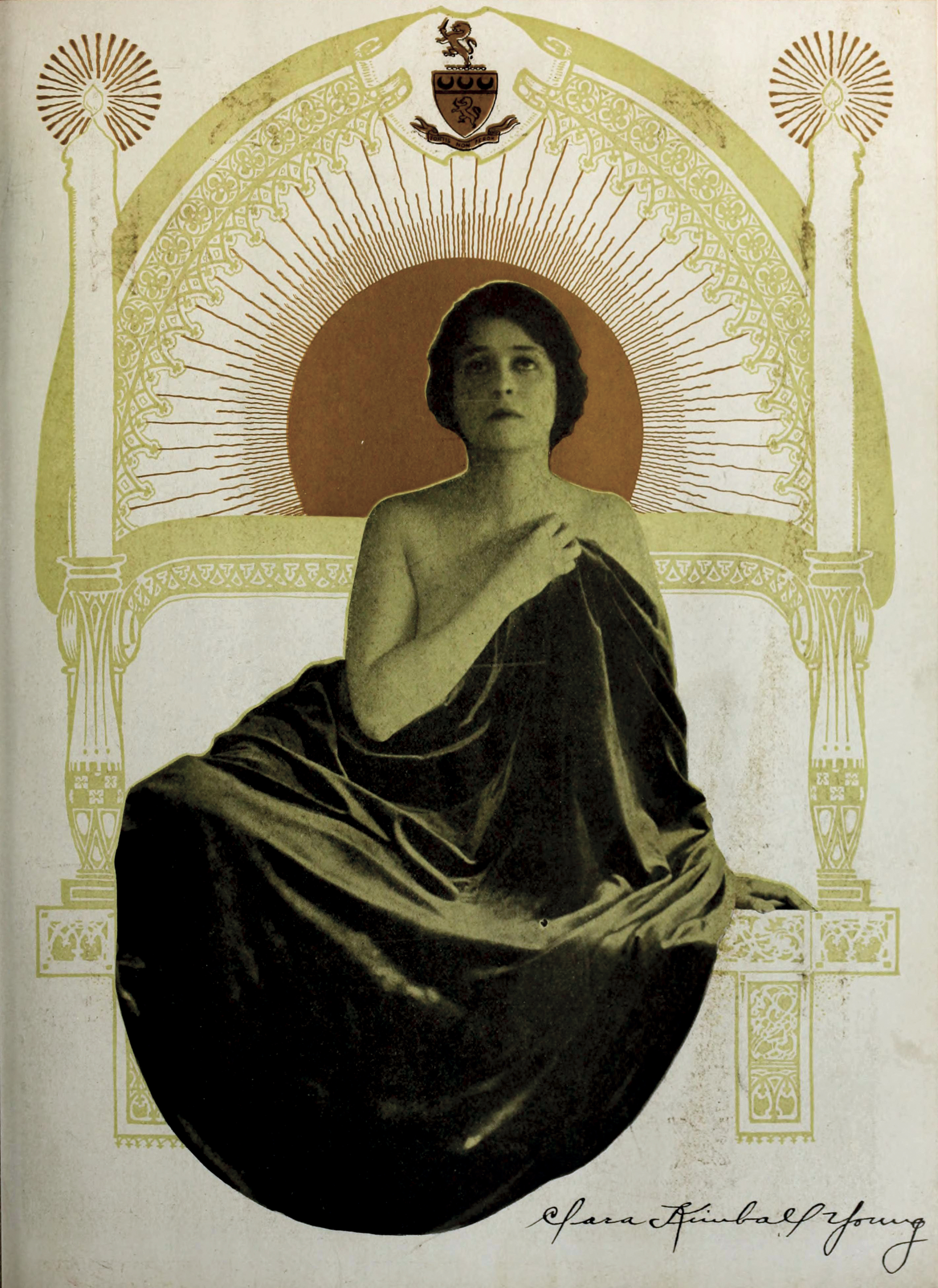
Reklam, 1917
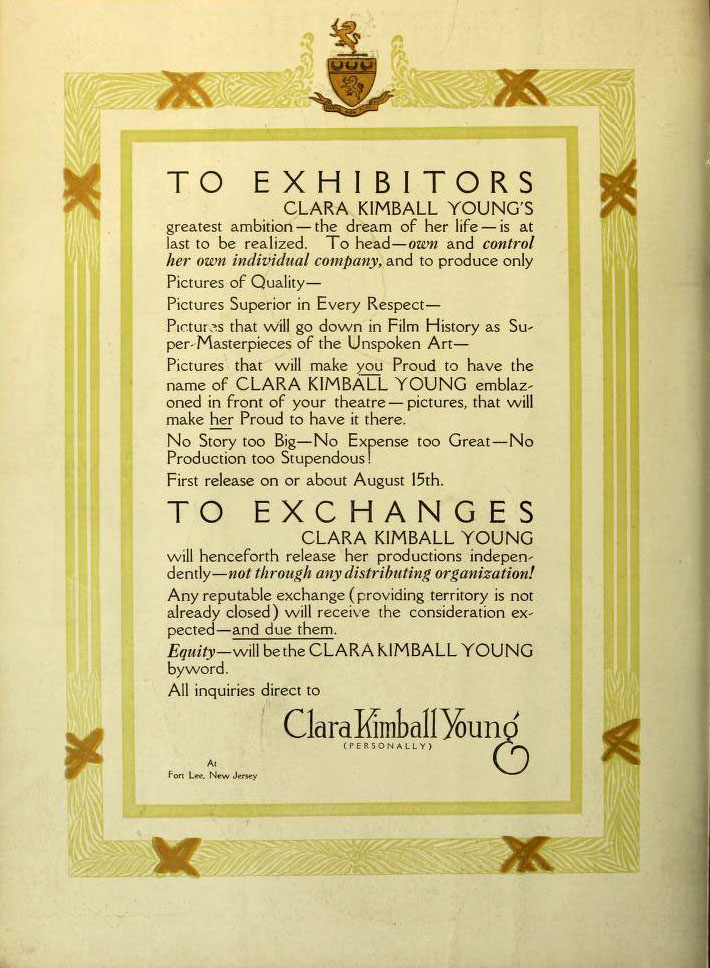
Reklam, 1917
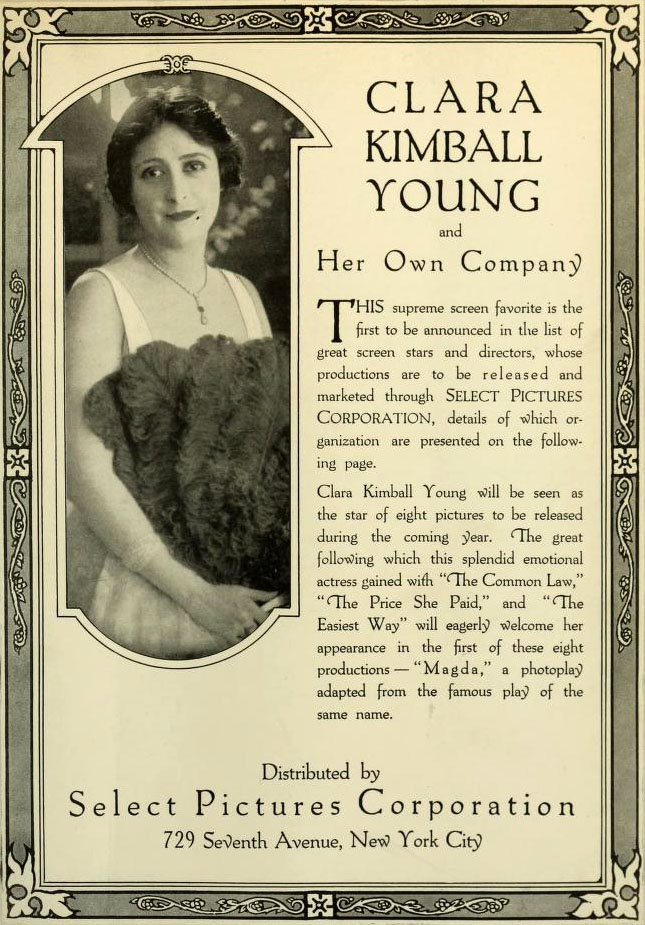
Reklam, 1917
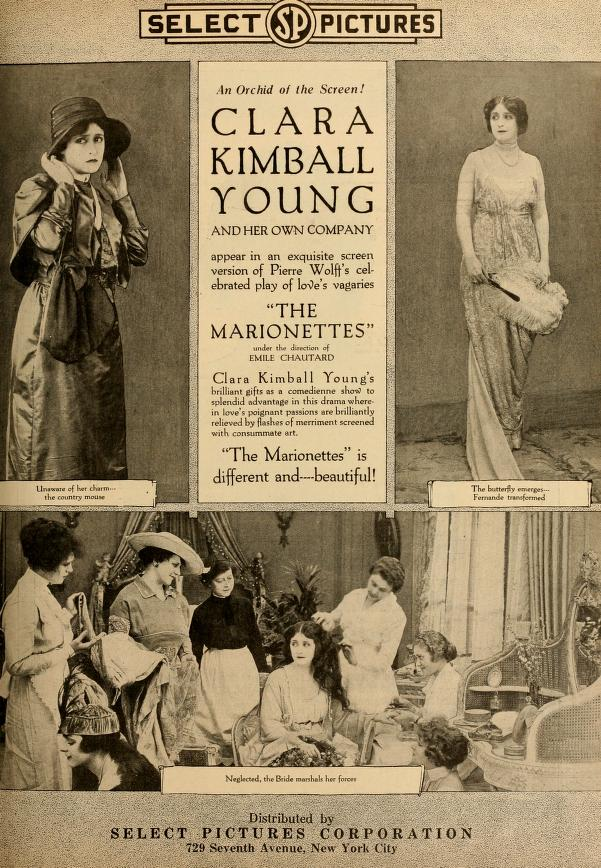
The Marionettes, 1918
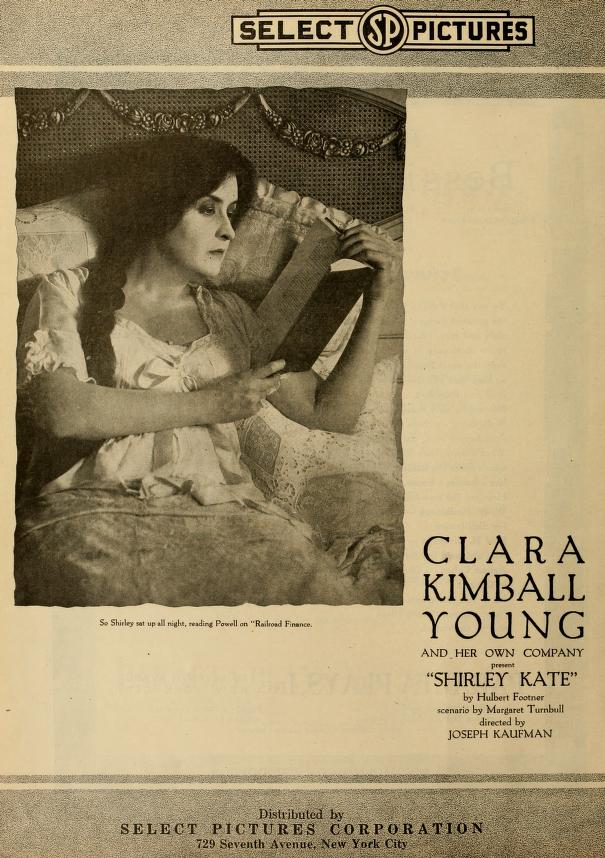
Shirley Kate, 1918